# Pontpierre
Pontpierre é uma comuna francesa na região administrativa de Grande Leste, no departamento de Moselle. Estende-se por uma área de 8,48 km². Em 2010 a comuna tinha 744 habitantes (densidade: 87,7 hab./km²).